# 구조평야

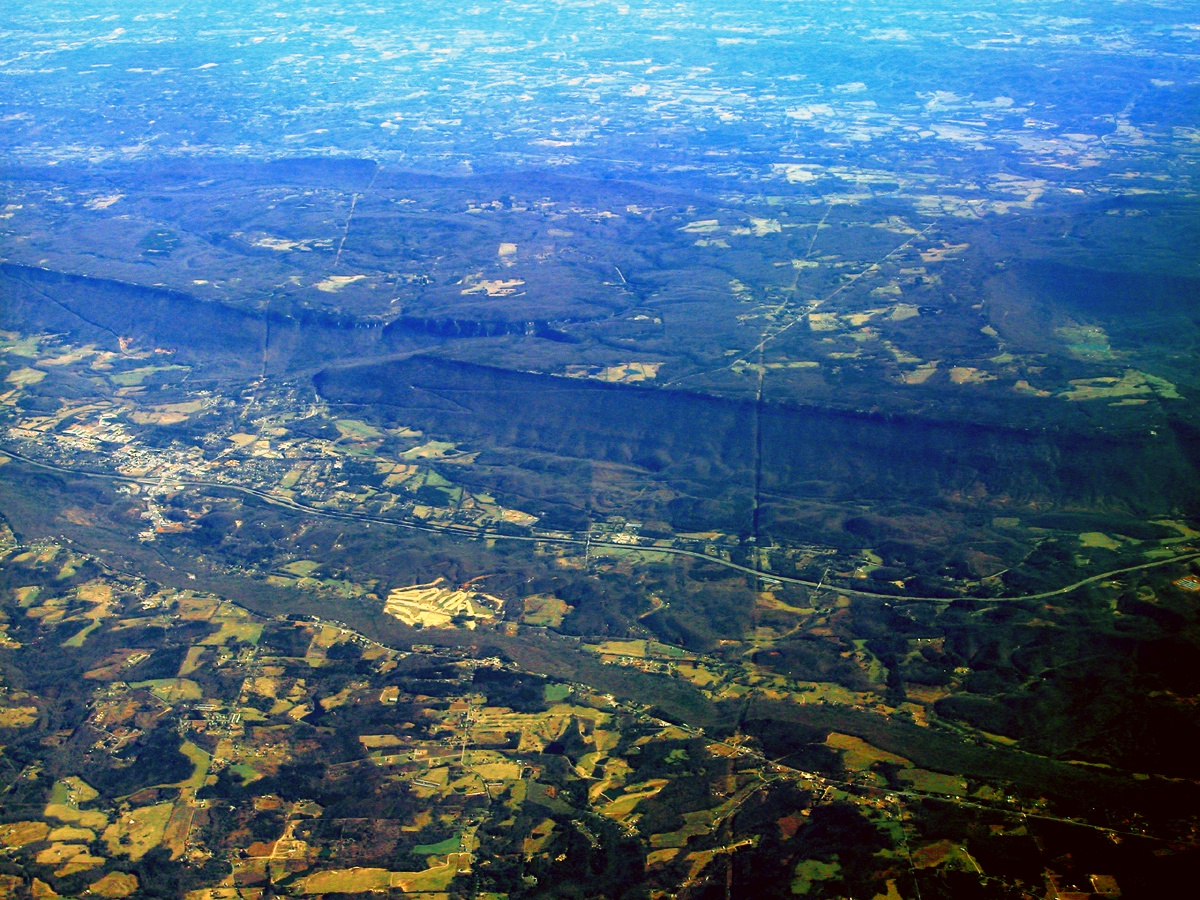
미국 조지아주 룩아웃 산

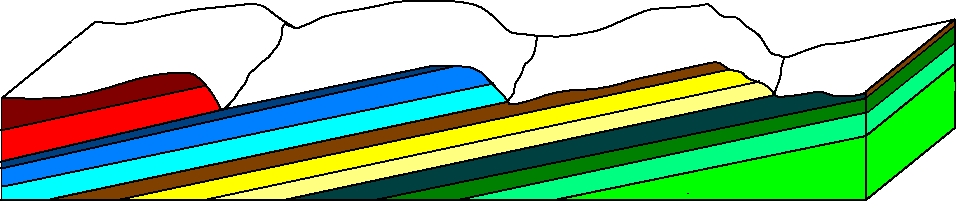
케스타의 단면

구조평야(構造平野, 스페인어: cuesta)는 거의 수평으로 퇴적한 지층에서 굳은 층(화강암)과 약한층(편마암)이 교대로 이어져 침식을 받으면서 약한 층은 낮은 땅(분지)이 되고 굳은 층은 구릉이 된 지형이다. 런던과 파리 분지 등이 대표적인 예이다.